# 5256 Farquhar
5256 Farquhar eller 1988 NN är en asteroid i huvudbältet som upptäcktes 11 juli 1988 av de amerikanska astronomerna Eleanor F. Helin, Celina Mikolajczak och Robert F. Coker vid Palomar-observatoriet. Den är uppkallad efter den amerikanska NASA-arbetaren Robert W. Farquhar.
Asteroiden har en diameter på ungefär elva kilometer.